# Funラジオ
funラジオ（ファンラジオ）は、かつて株式会社バンダイナムコエンターテインメントが運営していた「バンダイナムコID ポータルサイト」内で利用出来るインターネットラジオ局。

## 概要
バンダイナムコグループの関連情報を中心としたラジオ番組を配信しており、各番組を無料・無登録で聴取できる。（※配信期限あり）
バンダイナムコゲームス（後のバンダイナムコエンターテインメント）が運営していたコミュニケーションサイト「バナフェス!タウン」内でインターネットラジオ局「バナフェス!ラジオ」が利用出来ていたが、2013年6月28日に同サイトのサービス終了に伴い、「バンダイナムコID ポータルサイト」内に「funラジオ」の名でインターネットラジオ局を移管した。2013年11月11日にβ版が開局、2014年2月27日に正式開局した。
現在はサービス終了し、ホームページが閉鎖されている。

## 終了した番組

### 2014年
- ランティス祭り2014特番（2014年2月27日 - 3月5日）
- ギルティドラゴン ピロシに聞きたい100の事!! 100個聞けなかったらごめんねラジオ!!（2014年3月17日）
- あれから3か月、華劇ラヂヲ（2014年3月14日 - 3月21日）
- AnimeJapan 2014 バンダイナムコグループ特番（2014年3月24日）
- 神羅万象フロンティアラジオキングダム（2014年3月25日）
- スマートKANKAN（2013年11月26日 - 2014年3月25日）
- 春休み ランラバ!特番（2014年3月26日 - 3月28日）
- イヌとネコとぴろしでRPG リトルテイルストーリーラジオ（2014年3月31日）
- ソードアート・オンライン–ラジオ・フラグメント–（2014年4月24日）
- BREAK雀BURSTてんぱり!（2014年4月3日 - 7月1日）
- スペース☆ギャラガ スーパーラジオ! feat.QT（2014年8月18日 - 8月25日）
- 阪口大助の＜週刊＞声優のツボ（2014年5月23日 - 2014年8月29日）
- 山口勝平のスマカン!（2014年4月1日 - 9月16日）
- 小野坂昌也のテイフェスラジオ（2014年4月28日 - 9月16日）
- CV〜キャスティングボイス〜ラジオ（2014年3月20日 - 9月25日）
- 星空サンライズ（2014年4月7日 - 9月29日）
- バディコン・カップリングRADIO（2014年3月30日 - 10月12日）
- ランラバ!（2014年3月12日 - 11月12日）
- ボイノベレイディオ!（2014年5月23日 - 12月29日）

### 2015年
- 華劇ラヂヲ（2014年4月25日 - 2015年1月30日）
- だいすけ乙女チャンネル（2014年5月7日 - 2015年3月25日）
- 津田美波と一木千洋のおじゃましまーす!（2014年9月2日 - 2015年3月27日）
- ガンダム Gのレコンラジオ（2014年11月29日 - 2015年3月29日）
- ガルガンティア船団広報局（2014年7月5日 - 2015年4月4日）
- クマ・トモ らじおのじかん（2014年8月8日 - 2015年5月26日）